# گروه ژی‌دی‌بی
گروه ژی‌دی‌بی (انگلیسی: JDB Group) شرکت نوشیدنی چینی است، که در سال ۱۹۹۵ تأسیس شد.